# La Salzadella
La Salzadella, en valencien et officiellement (Salsadella en castillan), est une commune d'Espagne de la province de Castellón dans la Communauté valencienne. Elle est située dans la comarque du Baix Maestrat et dans la zone à prédominance linguistique valencienne.

## Géographie

Localisation de La Salzadella
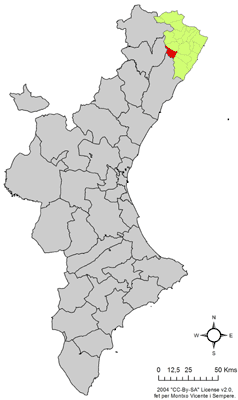
dans la Communauté valencienne.
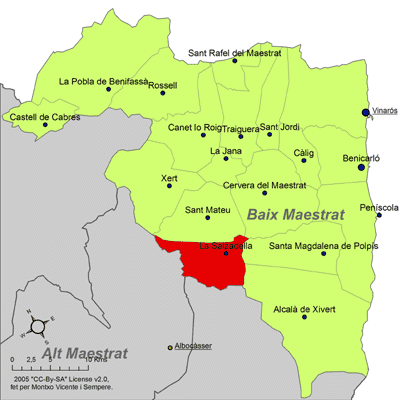
dans la comarque du Baix Maestrat.

Elle est située sur un terrain élevé sur le versant occidental de las Atalayas de Alcalá. Paysage à la végétation typiquement méditerranéenne avec des oliviers, amandiers, arbres fruitiers, et particulièrement les fameux cerisiers.
On accède à cette localité depuis Castellón en prenant la CV-10.

### Hameaux
On trouve les hameaux suivants :
- Masía d'Enguasch.
- Masía de la Tejería.
- Masía del Andaluz de Abajo.
- Masía del Andaluz de Arriba.
- Masía la Solana.

### Localités limitrophes
Salsadella est voisine des localités de San Mateo, Santa Magdalena de Pulpis, Alcalá de Chivert, Les Coves de Vinromà et Tírig, toutes dans la province de Castellón.

## Administration
| Liste des maires |                   |       |         |
| Période          | Identité          | Parti | Qualité |
| 1979-1983        | -                 | -     | -       |
| 1983-1987        | -                 | -     | -       |
| 1987-1991        | -                 | -     | -       |
| 1991-1995        | -                 | -     | -       |
| 1995-1999        | Cristóbal Segarra | PP    | -       |
| 1999-2003        | Cristóbal Segarra | PP    | -       |
| 2003-2007        | Víctor Gallego    | PP    | -       |

## Démographie
| 1990 | 1992 | 1994 | 1996 | 1998 | 2000 | 2002 | 2004 | 2005 |
| ---- | ---- | ---- | ---- | ---- | ---- | ---- | ---- | ---- |
| 916  | 871  | 858  | 824  | 797  | 814  | 794  | 801  | 806  |

## Histoire
Le nom de Salsadella (La Salzadella) vient d'un grand bosquet de saules, situé près du village dans le tènement de La Gatelleda.
En 1924, on a trouvé dans la nécropole dels Espleters, un important gisement de l'âge du fer.
Dans la zone de Les Mesquites existent des vestiges d'une enceinte musulmane avec des tombes, dans lesquelles se trouvait une intéressante quantité de très petites plaques de plomb avec des fragments de versets coraniques.
Historiquement, Salsadella appartenait au château et bailliage de Coves de Vinromà. Elle était un fief de Blasco de Alagón depuis 1235 jusqu'à sa mort en 1245. En 1238, il accorda une Charte de Peuplement (Carta Puebla) en faveur de D. Miguel de Ascó et de D. Pedro de Olzina.

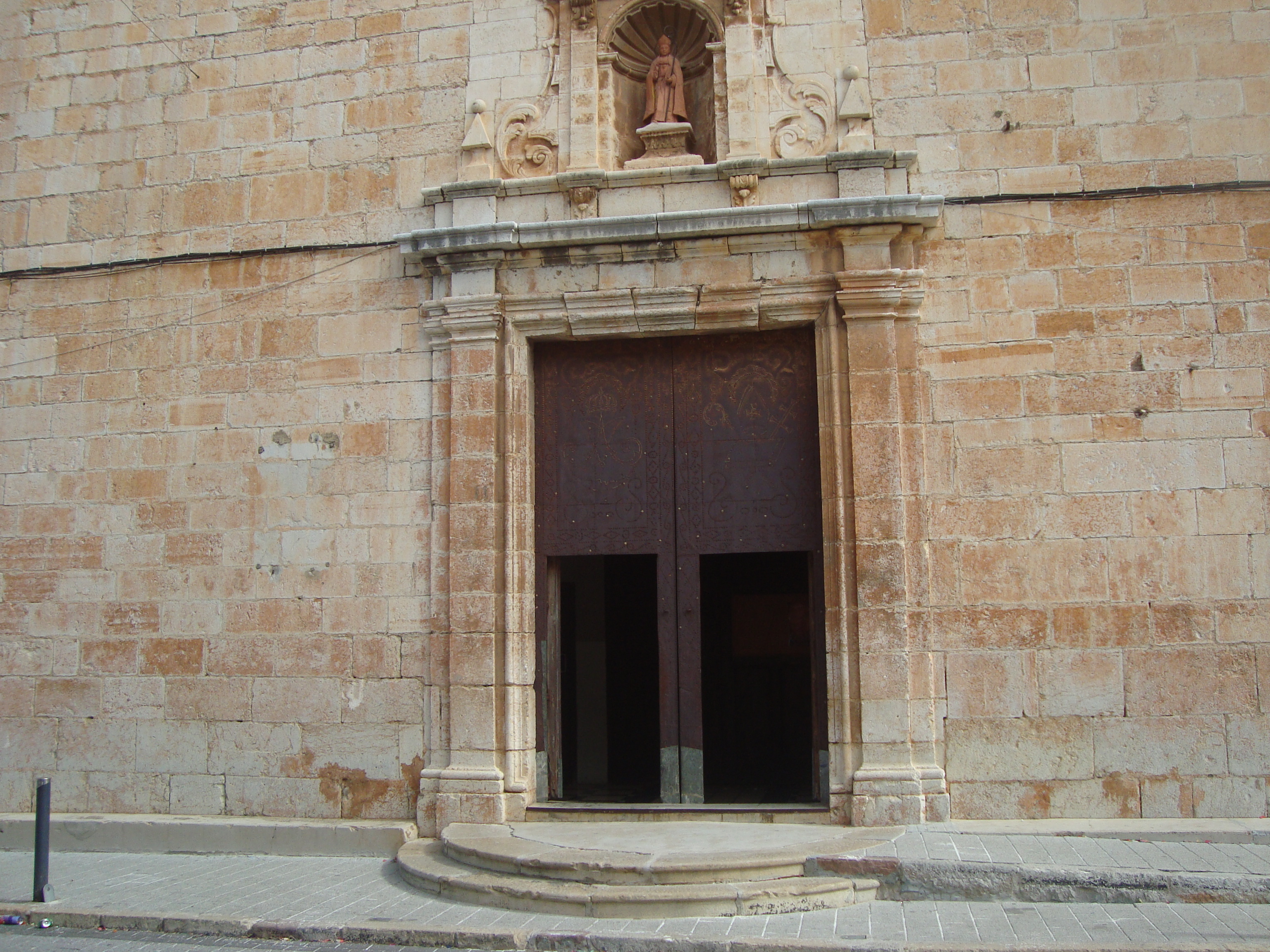
Église Nuestra Sra. de la Asunción de la Salzadella (Castellón)

Ensuite, elle passa aux mains de l’Ordre de Calatrava jusqu'en 1275. Entre cette date et 1293, elle fut sous la suzeraineté de Artal de Alagón, et ensuite elle passa à la Couronne qui la donna à l'Ordre du Temple en 1294. Quand cet Ordre militaire a été dissous, tout son patrimoine passa sous la suzeraineté de l'Ordre de Montesa en 1319, à qui Salsadella a appartenu jusqu'au XIXe siècle.

## Économie
Elle est basée traditionnellement sur l'agriculture, avec en particulier la culture du cerisier.

## Monuments et sites

### Monuments religieux

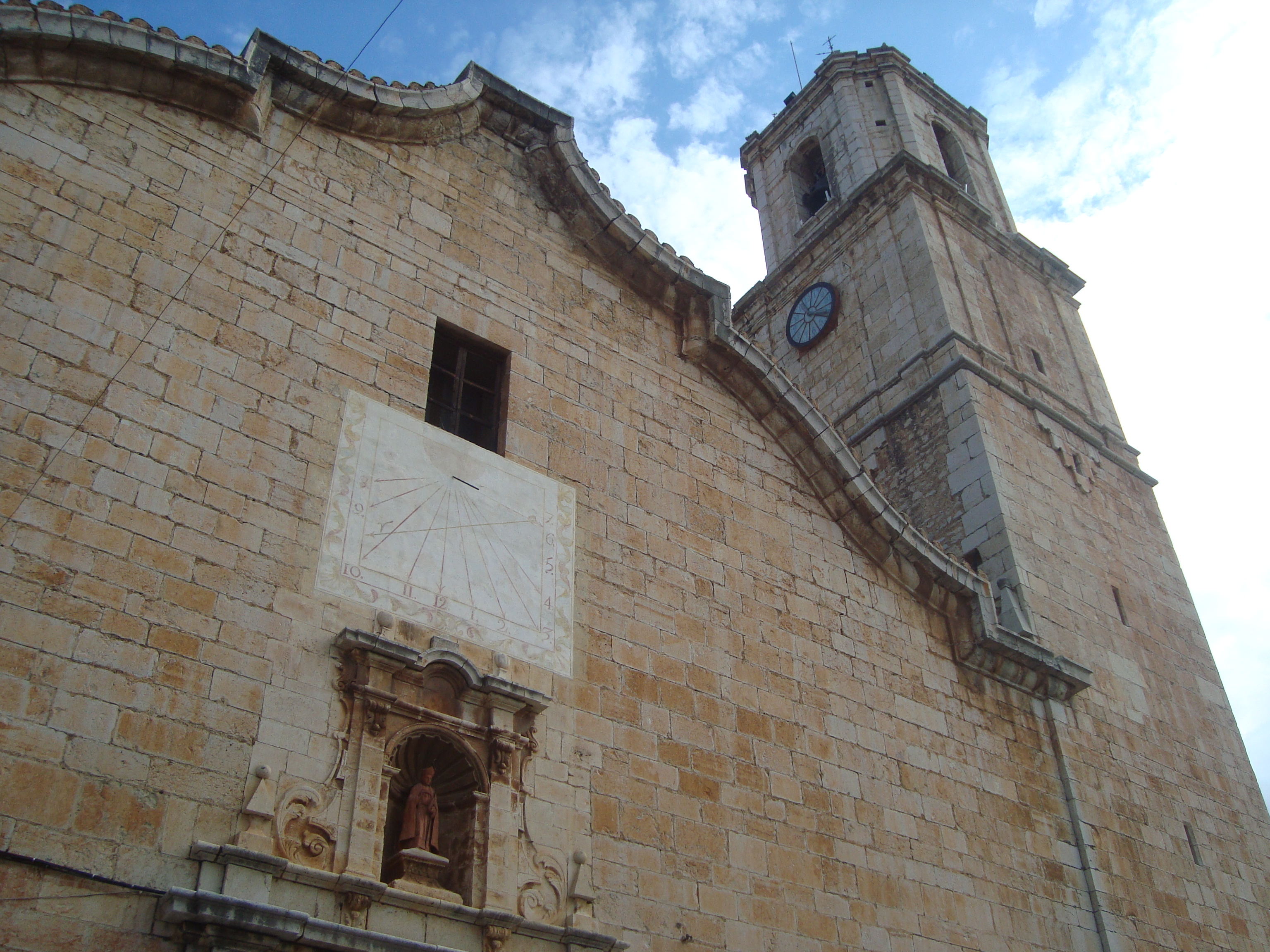
Église de l'Assumpció de la Salzadella (Castellón)

- Église de l'Assumpció de la Salzadella (Castellón)Ermitage de San José. Se trouve en haut d'une montagne. C'est le lundi de pâques que les salsadellenses montent en pèlerinage à l'ermitage et y passent la journée.
- Ermitage de Santa Bárbara. Il a été réédifié à la place de l'ancien ermitage dont on ne connait pas l'origine.
- Église paroissiale. Datant du XVIIIe siècle, elle comporte une nef corinthienne. Elle a été édifiée entre 1736 et 1756; son intérieur a été détruit en 1936; les gens originaires de la ville émigrés au Mexique ont contribué à sa restauration entre 1964 et 1967. Elle conserve un intéressant trésor de plusieurs calices du XVe siècle et une singulière petite croix de procession, formée par 24 pièces de cristal de roche valencien finement taillé. C'est un des exemplaires d'une très grande rareté et intérêt parmi les croix de procession de ces terres.

### Monuments civils
- Murailles. Salsadella se trouvait dans une enceinte fortifiée qui possédait quatre ou cinq portes, dont seulement deux ont survécu à l'usure du temps : la porte de la Bassa et la porte de les Coves.

### Sites
- Fuente y merendero en San Alberto.

## Fêtes locales
- Fiestas Patronales. Elles se célèbrent en février en l'honneur de San Blas.
- Lunes de Pascua. Se célèbre en avril. Pèlerinage de San José.
- Virgen de Agosto. Se célèbre le 15 août.
- Fiestas de la juventud. Se célèbrent le dernier week-end de juin et le premier juillet.

## Gastronomie
Notons comme plats typiques: l'olla y l'empedrat. Et en dessert: pastissos de Sant Blai, carquinyols, rollets et cireres en aiguardent (cerises dans l'eau de vie).